# Hwang Yun-gil
Hwang Yun-gil, aussi connu sous le nom Hwang Yun'gil, est un diplomate et ambassadeur coréen représentant les intérêts de la dynastie Joseon lors d'un tongsinsa (mission diplomatique ou envoyés correspondants) pendant la période Sengoku au Japon quand le pays est contrôlé par Toyotomi Hideyoshi.

## Mission de 1590 au Japon
En 1590-1591, le roi Seonjo envoie au Japon une mission emmenée par Hwang Yun-gil, accompagné de Kim Seong-il et Heo Seong. Les principales étapes de la chronologie de cette ambassade sont :
- Septembre 1589 (22e année du règne de Seonjo : année Gimi) : Envoi d'un tongsinsa au Japon décidé par la cour Joseon[2].
- Mars 1590 (23e année du règne de Seonjo : année Gyeongin) : Le tongsinsapart pour le Japon[2].
- Janvier 1591 (23e année du règne de Seonjo : année Sinmyo) : Hwang Yun-gil et d'autres reviennent au port de Busan[2].

Une mission diplomatique classique est composée de trois personnages - l'émissaire principal, le vice-émissaire et un responsable des documents. Il y a également un ou plusieurs écrivains officiels ou enregistreurs qui rédigent un compte rendu détaillé de la mission. En 1607, Hwang Yun-gil est l'envoyé principal et il est accompagné de Kim Sŏng-il en tant que vice-ambassadeur et Hŏ Son, responsable des documents.

## Source de la traduction
- (en) Cet article est partiellement ou en totalité issu de l’article de Wikipédia en anglais intitulé « Hwang Yun-gil » (voir la liste des auteurs).